# Campionat del Món de natació en piscina curta de 2002
El Campionat del Món de natació en piscina curta de 2002 fou una competició esportiva que es realitzà entre els dies 3 i 7 d'abril de 2002 a la ciutat de Moscou (Rússia) sota l'organització de la Federació Internacional de Natació (FINA) i en piscina curta (25 metres). La competició se celebrà a les instal·lacions aquàtiques de l'Estadi Olimpiski.

## Resum de medalles

### Categoria masculina
| Prova                      | Or                                                                          | Or         | Plata                                                                  | Plata    | Bronze                                                                       | Bronze   |
| 50 m. lliures              | José Martín Meolans · Argentina                                             | 21,36 s    | Mark Foster · Regne Unit                                               | 21,44 s  | Olexandr Volynets · Ucraïna · Aleksandr Popov · Rússia                       | 21,55    |
| 100 m. lliures             | Ashley Callus · Austràlia                                                   | 46,99      | José Martín Meolans · Argentina                                        | 47,09    | Salim Iles · Algèria                                                         | 47,66    |
| 200 m. lliures             | Klete Keller · Estats Units                                                 | 1:44,36    | Gustavo Borges · Brasil                                                | 1:45,67  | Mark Johnston · Canadà                                                       | 1:45,88  |
| 400 m. lliures             | Grant Hackett · Austràlia                                                   | 3:38,29    | Květoslav Svoboda · Txèquia                                            | 3:41,97  | Chad Carvin · Estats Units                                                   | 3:43,55  |
| 1500 m. lliures            | Grant Hackett · Austràlia                                                   | 14:33,94   | Chris Thompson · Estats Units                                          | 14:39,43 | Christian Minotti · Itàlia                                                   | 14:45,41 |
|                            |                                                                             |            |                                                                        |          |                                                                              |          |
| 50 m. esquena              | Matthew Welsh · Austràlia                                                   | 23,66      | Peter Marshall · Estats Units                                          | 24,04    | Toni Helbig · Alemanya                                                       | 24,17    |
| 100 m. esquena             | Matthew Welsh · Austràlia                                                   | 51,26      | Aaron Peirsol · Estats Units                                           | 51,71    | Peter Marshall · Estats Units                                                | 51,84    |
| 200 m. esquena             | Aaron Peirsol · Estats Units                                                | 1:51,17 RM | Marko Strahija · Croàcia                                               | 1:53,08  | Blaž Medvešek · Eslovènia                                                    | 1:53,66  |
|                            |                                                                             |            |                                                                        |          |                                                                              |          |
| 50 m. braça                | Oleg Lisogor · Ucraïna                                                      | 26,42      | José Couto · Portugal                                                  | 27,22    | Eduardo Fischer · Brasil                                                     | 27,26    |
| 100 m. braça               | Oleg Lisogor · Ucraïna                                                      | 58,33      | Kosuke Kitajima · Japó                                                 | 59,10    | Jarno Pihlava · Finlàndia                                                    | 59,22    |
| 200 m. braça               | Jim Piper · Austràlia                                                       | 2:07,16    | David Denniston · Estats Units                                         | 2:07,42  | Jarno Pihlava · Finlàndia                                                    | 2:07,61  |
|                            |                                                                             |            |                                                                        |          |                                                                              |          |
| 50 m. papallona            | Geoff Huegill · Austràlia                                                   | 22,89      | Adam Pine · Austràlia                                                  | 23,29    | Mark Foster · Regne Unit                                                     | 23,36    |
| 100 m. papallona           | Geoff Huegill · Austràlia                                                   | 50,95      | Adam Pine · Austràlia                                                  | 51,27    | Igor Marchenko · Rússia                                                      | 51,41    |
| 200 m. papallona           | James Hickman · Regne Unit                                                  | 1:53,14    | Justin Norris · Austràlia                                              | 1:54,07  | Ioan Gherghel · Romania                                                      | 1:54,16  |
|                            |                                                                             |            |                                                                        |          |                                                                              |          |
| 100 m. estils              | Peter Mankoč · Eslovènia                                                    | 52,90      | Jani Sievinen · Finlàndia                                              | 53,78    | Jacob Andersen · Dinamarca                                                   | 54,31    |
| 200 m. estils              | Jani Sievinen · Finlàndia                                                   | 1:55,45    | Peter Mankoč · Eslovènia                                               | 1:56,13  | Thomas Wilkens · Estats Units                                                | 1:57,34  |
| 400 m. estils              | Thomas Wilkens · Estats Units                                               | 4:04,82    | Brian Johns · Canadà                                                   | 4:06,85  | Jacob Carstensen · Dinamarca                                                 | 4:08,92  |
|                            |                                                                             |            |                                                                        |          |                                                                              |          |
| relleus 4 x 100 m. lliures | Estats Units Scott Tucker · Peter Marshall · Jason Lezak · Klete Keller     | 3:10,64    | Suècia Eric Lafleur · Stefan Nystrand · Lars Frölander · Mathias Ohlin | 3:11,14  | Rússia Leonid Jojlov · Aleksandr Popov · Denis Pimankov · Andrei Kapralov    | 3:11,24  |
| relleus 4 x 200 m. lliures | Austràlia Todd Pearson · Ray Hass · Leon Dunne · Grant Hackett              | 7:00,36    | Rússia Denis Rodkin · Yuri Prilukov · Ilia Nikitin · Andrei Kapralov   | 7:05,36  | Estats Units Chad Carvin · Erik Vendt · Scott Tucker · Klete Keller          | 7:08,73  |
| relleus 4 x 100 m. estils  | Estats Units Aaron Peirsol · David Denniston · Peter Marshall · Jason Lezak | 3:29,00 RM | Austràlia Geoff Huegill · Jim Piper · Adam Pine · Ashley Callus        | 3:29,35  | Rússia Evgeni Alechin · Dimitri Komornikov · Igor Marchenko · Denis Pimankov | 3:30,21  |

### Categoria femenina
| Prova                      | Or                                                                                    | Or         | Plata                                                                         | Plata   | Bronze                                                           | Bronze  |
| 50 m. lliures              | Therese Alshammar · Suècia                                                            | 24,16      | Alison Sheppard · Regne Unit                                                  | 24,28   | Tammie Stone · Estats Units                                      | 24,65   |
| 100 m. lliures             | Therese Alshammar · Suècia                                                            | 52,89      | Martina Moravcová · Eslovàquia                                                | 52,96   | Xu Yanwei · R.P. de la Xina                                      | 53,35   |
| 200 m. lliures             | Lindsay Benko · Estats Units                                                          | 1:54,04 RM | Yang Yu · R.P. de la Xina                                                     | 1:55,34 | Xu Yanwei · R.P. de la Xina                                      | 1:55,63 |
| 400 m. lliures             | Yana Klochkova · Ucraïna                                                              | 4:01,26    | Chen Hua · R.P. de la Xina                                                    | 4:03,81 | Rachel Komisarz · Estats Units                                   | 4:06,30 |
| 800 m. lliures             | Chen Hua · R.P. de la Xina                                                            | 8:16,34    | Irina Ufimtseva · Rússia                                                      | 8:21,91 | Flavia Rigamonti · Suïssa                                        | 8:23,38 |
|                            |                                                                                       |            |                                                                               |         |                                                                  |         |
| 50 m. esquena              | Jennifer Carroll · Canadà                                                             | 27,38      | Haley Cope · Estats Units                                                     | 27,44   | Diana MacManus · Estats Units                                    | 27,60   |
| 100 m. esquena             | Haley Cope · Estats Units                                                             | 59,07      | Ilona Hlaváčková · Txèquia                                                    | 59,13   | Diana MacManus · Estats Units                                    | 59,45   |
| 200 m. esquena             | Lindsay Benko · Estats Units                                                          | 2:04,97    | Reiko Nakamura · Japó                                                         | 2:07,30 | Iryna Amshennikova · Ucraïna                                     | 2:07,71 |
|                            |                                                                                       |            |                                                                               |         |                                                                  |         |
| 50 m. braça                | Emma Igelström · Suècia                                                               | 29,96 RM   | Luo Xuejuan · R.P. de la Xina                                                 | 30,17   | Zoe Baker · Regne Unit                                           | 30,56   |
| 100 m. braça               | Emma Igelström · Suècia                                                               | 1:05,38 RM | Sarah Poewe · Sud-àfrica                                                      | 1:06,16 | Luo Xuejuan · R.P. de la Xina                                    | 1:06,36 |
| 200 m. braça               | Qi Hui · R.P. de la Xina                                                              | 2:20,91    | Emma Igelström · Suècia                                                       | 2:21,30 | Mirna Jukić · Àustria                                            | 2:21,63 |
|                            |                                                                                       |            |                                                                               |         |                                                                  |         |
| 50 m. papallona            | Anna-Karin Kammerling · Suècia                                                        | 25,55      | Petria Thomas · Austràlia                                                     | 26,36   | Vered Borochovski · Israel                                       | 26,38   |
| 100 m. papallona           | Martina Moravcová · Eslovàquia                                                        | 57,04      | Petria Thomas · Austràlia                                                     | 57,91   | Anna-Karin Kammerling · Suècia                                   | 58,12   |
| 200 m. papallona           | Petria Thomas · Austràlia                                                             | 2:05,76    | Yang Yu · R.P. de la Xina                                                     | 2:06,10 | Mary Descenza · Estats Units                                     | 2:06,17 |
|                            |                                                                                       |            |                                                                               |         |                                                                  |         |
| 100 m. estils              | Martina Moravcová · Eslovàquia                                                        | 59,91      | Gabrielle Rose · Estats Units                                                 | 1:00,68 | Alison Sheppard · Regne Unit                                     | 1:00,88 |
| 200 m. estils              | Yana Klochkova · Ucraïna                                                              | 2:08,82    | Gabrielle Rose · Estats Units                                                 | 2:09,77 | Oxana Verevka · Rússia                                           | 2:11,25 |
| 400 m. estils              | Yana Klochkova · Ucraïna                                                              | 4:30,63    | Alenka Kejžar · Eslovènia                                                     | 4:35,44 | Georgina Bardach · Argentina                                     | 4:36,36 |
|                            |                                                                                       |            |                                                                               |         |                                                                  |         |
| relleus 4 x 100 m. lliures | Suècia Josefin Lillhage · Therese Alshammar · Johanna Sjöberg · Anna-Karin Kammerling | 3:35,09    | Austràlia Sarah Ryan · Petria Thomas · Giaan Rooney · Elka Graham             | 3:35,97 | R.P. de la Xina Yang Yu · Tang Jingzhi · Zhu Yingwen · Xu Yanwei | 3:36,18 |
| relleus 4 x 200 m. lliures | R.P. de la Xina Xu Yanwei · Zhu Yingwen · Tang Jingzhi · Yang Yu                      | 7:46,30 RM | Estats Units Lindsay Benko · Gabrielle Rose · Colleen Lanne · Rachel Komisarz | 7:47,55 | Austràlia Elka Graham · Petria Thomas · Lori Munz · Giaan Rooney | 7:49,50 |
| relleus 4 x 100 m. estils  | Suècia Therese Alshammar · Emma Igelström · Anna-Karin Kammerling · Johanna Sjöberg   | 3:55,78 RM | Estats Units Haley Cope · Amanda Beard · Rachel Komisarz · Lindsay Benko      | 3:57,17 | R.P. de la Xina Zhan Shu · Luo Xuejuan · Zheng Xi · Xu Yanwei    | 3:57,29 |

## Medaller
| Pos. | País            | Or | Plata | Bronze | Total |
| 1    | Austràlia       | 10 | 7     | 1      | 18    |
| 2    | Estats Units    | 8  | 9     | 9      | 26    |
| 3    | Suècia          | 7  | 2     | 1      | 10    |
| 4    | Ucraïna         | 5  | 0     | 2      | 7     |
| 5    | R.P. de la Xina | 3  | 4     | 5      | 12    |
| 6    | Eslovàquia      | 2  | 1     | 0      | 3     |
| 7    | Regne Unit      | 1  | 2     | 3      | 6     |
| 8    | Eslovènia       | 1  | 2     | 1      | 4     |
| 9    | Finlàndia       | 1  | 1     | 2      | 4     |
| 10   | Argentina       | 1  | 1     | 1      | 3     |
| 10   | Canadà          | 1  | 1     | 1      | 3     |
| 12   | Rússia          | 0  | 2     | 5      | 7     |
| 13   | Brasil          | 0  | 2     | 0      | 2     |
| 13   | Japó            | 0  | 2     | 0      | 2     |
| 13   | Txèquia         | 0  | 2     | 0      | 2     |
| 16   | Sud-àfrica      | 0  | 1     | 0      | 1     |
| 16   | Croàcia         | 0  | 1     | 0      | 1     |
| 18   | Dinamarca       | 0  | 0     | 2      | 2     |
| 18   | Suïssa          | 0  | 0     | 2      | 2     |
| 20   | Alemanya        | 0  | 0     | 1      | 1     |
| 20   | Algèria         | 0  | 0     | 1      | 1     |
| 20   | Àustria         | 0  | 0     | 1      | 1     |
| 20   | Israel          | 0  | 0     | 1      | 1     |
| 20   | Itàlia          | 0  | 0     | 1      | 1     |
| 20   | Romania         | 0  | 0     | 1      | 1     |
|      |                 | 40 | 40    | 41     | 121   |